# Jaka Ihbeisheh
Jaka Ihbeisheh, slovensko-palestinski nogometaš, * 29. avgust 1986, Ljubljana.

## Življenjepis
Jaka Ihbeisheh (Ihbejše) se je rodil in odraščal v Ljubljani. Njegov oče je Palestinec, mama pa Slovenka. Z nogometom se je začel ukvarjati ob vstopu v osnovno šolo leta 1993. Igra na položaju veznega igralca, kjer lahko igra na obeh krilih ali kot levi bočni branilec. Znajde pa se tudi kot napadalec.
Leta 2014 je sprejel poziv v palestinsko izbrano vrsto in v debitiral 13. decembra 2014 na prijateljski tekmi v Taškentu proti Uzbekistanu. Januarja 2015 je v drugem krogu azijskega prvenstva na tekmi proti jordanski reprezentanci dosegel prvi gol palestinske reprezentance na velikih tekmovanjih.

## Klubska kariera
| Sezona    | Klub          | Država    | Liga | Nastopov | Golov |
| --------- | ------------- | --------- | ---- | -------- | ----- |
| 2002-2007 | Interblock    | Slovenija | I    | 32       | 1     |
| 2007-2008 | Slovan        | Slovenija | III  | 25       | 7     |
| 2008-2009 | Aluminij      | Slovenija | II   | 11       | 3     |
| 2009      | Krško         | Slovenija | II   | 11       | 6     |
| 2009-2011 | Primorje      | Slovenija | I    | 49       | 8     |
| 2011-2012 | Rudar Velenje | Slovenija | I    | 4        | 0     |
| 2012-2013 | Domžale       | Slovenija | I    | 17       | 2     |
| 2013-2015 | Krka          | Slovenija | I    | 39       | 2     |
| 2015-     | Rudar Velenje | Slovenija | I    | 16       | 0     |